# Coccidophilus occidentalis
Coccidophilus occidentalis (лат.) — вид божьих коровок рода Coccidophilus из подсемейства Microweiseinae. Неотропика: Чили (Арика, Антофагаста), Колумбия (Пальмира), Эквадор (Эль-Оро, Гуаяс), Перу (Лима, Тумбес).

## Описание
Мелкие жуки (длина около 1 мм, до 1,5 мм), по форме удлинённые, овальные. Голова красновато-коричневая, переднеспинка почти чёрная с желтоватыми передними углами, надкрылья тёмные красновато-коричневые, которые заметно светлее переднеспинки. Нижняя сторона переднеспинки желтовато-коричневая. Мезостернум и метастернум тёмно-коричневые. Нижнечелюстные пальпы и усики желтовато-коричневые. Ноги желтовато-коричневые, кроме бёдер задних ног. Эпиплевры желтовато-коричневые. Брюшко красновато-коричневое, к вершине желтоватое.